# Piazza XVIII Dicembre
Piazza XVIII Dicembre è una piccola piazza del Centro storico di Torino, prospiciente alla vecchia Stazione di Torino Porta Susa (non lontano dalla nuova) e che si apre alla confluenza tra via Cernaia, Corso Bolzano e Corso San Martino, tramite il quale comunica con la vicina Piazza Statuto.

## Storia
Le mura romane di Torino, che terminavano prima della via Segusina o Decumana, ove rimasero fino ai tempi della Cittadella di Torino, furono abbattute per aprire totalmente la nuova via Cernaia, negli anni dal 1850 al 1855. La piazza fu aperta per diventare un elegante biglietto da visita della città per i viaggiatori in arrivo dall'appena nata stazione di Porta Susa. Il 25 giugno 1864 venne battezzata come Piazza San Martino, dedicata alla Battaglia di San Martino del 1859, e comunicante con l'omonimo corso che ancora vi confluisce.
Qui abitò anche Edmondo De Amicis, nel palazzo all'angolo nord, dove scrisse il suo libro più famoso, Cuore. Sempre nello stesso edificio visse per un breve periodo di tempo Emilio Salgari.
Venne cambiata la nomenclatura dal comune da piazza San Martino in Piazza XVIII Dicembre nel 1946, per ricordare le vittime dell'eccidio commesso dai fascisti di Piero Brandimarte, la cosiddetta strage di Torino, tra il 18 e il 20 dicembre 1922.
Negli anni 1960 venne eretto, al limite con via Cernaia, il Grattacielo RAI, allora uno degli edifici più alti della città, seppur oggi non più utilizzato allo scopo originario.
La Piazza è posta presso la vecchia stazione di Porta Susa, sostituita nel 2009 da una nuova stazione sotterranea e spostata verso sud, a seguito dei lavori per l'interramento della linea ferroviaria Torino-Milano. La piazza è collegata dalle principali linee di pullman e tram della rete di trasporti cittadini. Davanti alla stazione fanno capolinea numerose linee extraurbane per collegamenti con tutta la provincia.
Nel 2015 venne collocata e inaugurata al centro della piazza la scultura Punt e Mes, dono del Gruppo Armando Testa alla città.

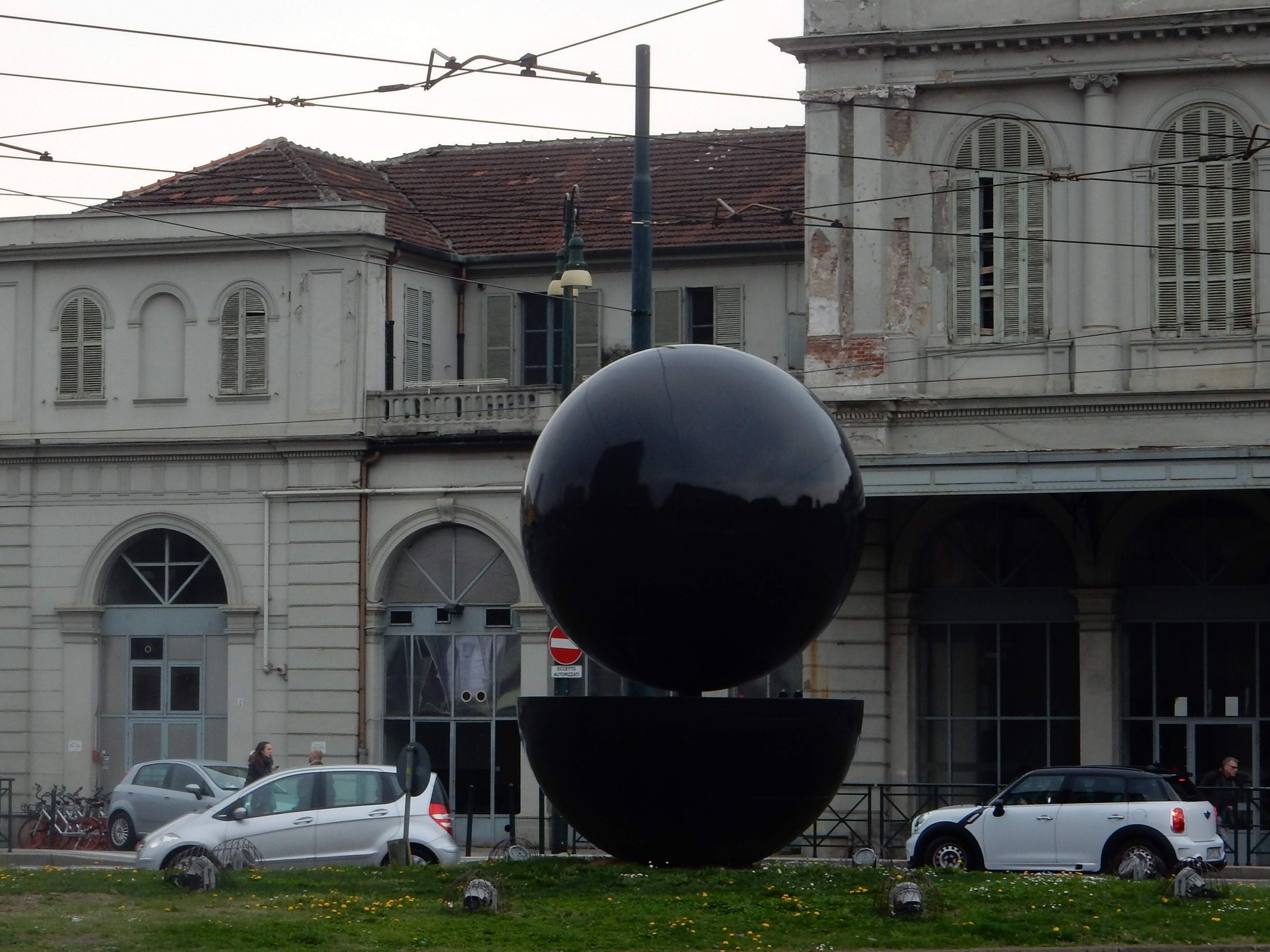
La scultura del Punt e Mes